# Marietta Band of Nooksacks
Die Marietta Band of Nooksacks, auch Marietta Band of Nooksack Indians oder Marietta Band of the Nooksack Tribe, ist ein Unter- oder Teilstamm (band) der Nooksack, der im US-Bundesstaat Washington lebt, nahe an der Grenze nach Kanada. Der Name leitet sich von dem Ort Marietta-Alderwood, westlich von Bellingham im Whatcom County ab, wo 2010 138 Indianer gezählt wurden. Im Jahr 1974 wurden im Bericht des Innenministeriums 221 Angehörige der Band genannt.

## Gebietshoheit, Kulturhoheit
Die Band zählt zu den sogenannten Tribal Governments, womit gebietshoheitliche Aufgaben verbunden sind.
Für archäologische Funde, insbesondere menschliche Überreste, besitzen alle Stämme, auch die staatlich nicht anerkannten, die Möglichkeit nach dem Native American Graves Protection and Repatriation Act (NAGPRA) zu intervenieren, falls sie der Annahme sind, dass diese Funde in einer Beziehung zu ihrem Stamm stehen. Adressat für den Marietta-Stamm ist das Paul H. Karshner Memorial Museum in Puyallup, das dem National Park Service und damit dem Innenministerium der Vereinigten Staaten untersteht. Adressat des Department of Archeology and Preservation ist der Marietta-Häuptling, also „The Honorable Robert Davis, Jr. Chief“.

## Kulturelle Zugehörigkeit
Kulturell wird die Marietta Band zu den Küsten-Salish gerechnet, wie alle Nooksack.

## Anerkennungsfragen, Reservat
Die Marietta Band zählt zu denjenigen ethnischen Gruppen, die versuchten, sich als politische Einheit jenseits der Stämme zu etablieren. Staatlich anerkannt ist immerhin ihr Reservat, das ein Gebiet von 834 ha umfasst.
Wie in vielen dieser Bands ist die Zugehörigkeit zum Stamm anders definiert, als es die Bundesbehörden tun, da vielfach unter den Stämmen geheiratet wird. Nach der Koloniallogik bestimmt der Vater über die Stammeszugehörigkeit, die meisten Salish gehören jedoch, entsprechend ihrer Heiratspraxis, zwei Stämmen an. Vielfach wird die Definition noch weiter gefasst, oder es existieren gar keine scharfen Abgrenzungen. Dementsprechend ist es nicht möglich, bei nicht-anerkannten Stämmen die Zahl der Angehörigen genauer zu ermitteln, es sei denn, der Stamm selbst hat sich eine entsprechende Verfassung mit scharfen Definitionen gegeben. Chief oder Chair der Marietta Band ist Robert Davis, Jr. mit Sitz in Bellingham.
Im Gegensatz zu den Nooksack, die sich 1971 die Anerkennung nach Verhandlungen mit dem Bureau of Indian Affairs verschaffen konnten, wurde die Marietta Band nicht anerkannt. Insgesamt gibt es im Bundesstaat 29 von der Bundesregierung anerkannte Indianerstämme, sowie 12 Stämme, die nicht von dieser anerkannt sind. Dabei existieren allein sieben nicht anerkannte sogenannte Bands, die den Küsten-Salish angehören.
Die Marietta Band ist eine der etwa 400 von der Regierung der Vereinigten Staaten nicht als Indianerstamm anerkannten ethnischen Gruppen (Non-Federally Recognized Tribes, Stand: 2012). Fälschlicherweise gilt die Band gelegentlich als vom Bundesstaat anerkannt, nach Angaben des Governor’s Office of Indian Affairs von 2008 gibt es jedoch gar keine vom Bundesstaat Washington anerkannten Stämme.
Der Stamm wird in zahlreichen Listen als nicht anerkannter Stamm geführt. Selbst im landesweiten Zensus des Jahres 2000 wird er zwar genannt, doch erscheinen dort keine Zahlen.